# Sycomacophila
Sycomacophila är ett släkte av steklar. Sycomacophila ingår i familjen fikonsteklar.
Kladogram enligt Catalogue of Life:
| Sycomacophila | \| \| Sycomacophila carolae \| \| \| \| \| \| Sycomacophila gibernaui \| \| \| \| \| \| Sycomacophila montana \| \| \| \| |
|               | \| \| Sycomacophila carolae \| \| \| \| \| \| Sycomacophila gibernaui \| \| \| \| \| \| Sycomacophila montana \| \| \| \| |
|               | Sycomacophila carolae |
|               | |
|               | Sycomacophila gibernaui                                                                                                   |
|               | |
|               | Sycomacophila montana |
|               | |